# Аббатство Святого Власия
Аббатство Святого Власия (нем. Kloster St. Blasien) — бывший бенедиктинский монастырь во имя св. Власия в немецком городе Санкт-Блазиен в южном Шварцвальде.
Монастырь известен, в первую очередь, своей внушительных размеров церковью в стиле раннего классицизма, из-за своих размеров называемой Шварцвальдским собором, и возведённой Францем Зальцманном (нем. Franz Joseph Salzmann, 1724—1786) по проекту лотарингского архитектора Николаса Пигаже (фр. Nicolas de Pigage, 1723—1796). Купол церкви, составляющий в ширину 36 метров и в высоту 62 метра, считается одним из крупнейших в Европе.
Согласно преданию, уже в IX веке (в 856, либо в 858 году) на этом месте неким по всей видимости дворянского происхождения Зигемаром (нем. Sigemar) был основан отшельнический скит Cella Alba, отошедший затем в ведение аббатства Райнау. В это же время, при аббате Финтане в Райнау из Рима были доставлены мощи св. Власия Севастийского, часть из которых оказалась в шварцвальдской обители. Не исключено, что в начале X века скит был заброшен, что объясняет историю об позднейшем основании монастыря Регинбертом фон Зельденбюреном (нем. Reginbert von Seldenbüren, † 964), ставшим его первым настоятелем. Регинберт был близким сподвижником Отто I, получив от него значительные земельные наделы в южном Шварцвальде и на Рейне, которые он передал монастырю.
Первая каменная церковь здесь была возведена около 950 года, и её освящение провёл констанцский епископ Гаминольф.
В 983 году Отто II наделил монастырь рядом земельных владений, таких как Бернау, Менценшванд (ныне в составе города Санкт-Блазиен), Блазивальд (в составе общины Шлухзе) и Хёхеншванд.
В период с 1013 по 1036 годы была возведена новая трёхнефная монастырская церковь; в 1084 году — церковь св. Стефана, освящённая в 1085 году Шатильоном де Лажери, занявшим вскоре папскую кафедру под именем Урбана II. Тогда же, в 1068—1086 годах территория аббатства была значительно расширена, после того как Генрих IV подтвердил ряд монастырских привилегий. Благодаря щедрому земельному пожертвованию Рудольфа Райнфельденского и его союзников обитель смогла в 1070-х годах ещё более расширить свои владения и укрепить влияние в регионе.
Полностью уничтоженный пожаром в 1322 году, монастырь был восстановлен и перестроен в готическом стиле уже к 1348 году. Дальнейшие разрушения следовали в 1525 году в ходе Крестьянской войны и в 1634 году — во время Тридцатилетней войны.
В XVIII веке (1728—1742) при аббате Франце II здания обители были полностью перестроены в барочном стиле по проекту австрийского архитектора Иоганна Михаэля Беера фон Блейхтена (нем. Johann Michael Beer von Bleichten). Однако уже в 1768 году церковь и большая часть построек пали жертвой крупного пожара, последствия которого были окончательно устранены к концу 1781 года, когда в новой церкви была отслужена торжественная месса.
В 1806—1807 годах правительство Бадена объявило о роспуске монастыря и о конфискации его имущества. В результате большая часть монахов вместе с князем-аббатом Бертольдом Роттлером (нем. Berthold Rottler, 1748—1826) покинула монастырь, взяв с собой часть художественного собрания обители (среди прочего — богато украшенное средневековое распятие, так называемый «крест королевы Адельгейды»), и останки двенадцати членов рода Габсбургов, незадолго до того перенесённых в аббатство; с позволения Франца II в 1809 году они заселили упразднённое ещё в 1780-х годах аббатство св. Павла (нем. Stift St. Paul im Lavanttal) в долине Лаванта в Каринтии.
Здания аббатства использовались затем в течение длительного времени как одна из самых крупных прядильных фабрик в Германии (вплоть до 1931 года).
С 1934 года на территории бывшего монастыря располагается иезуитская школа-интернат св. Власия (нем. Kolleg St. Blasien).

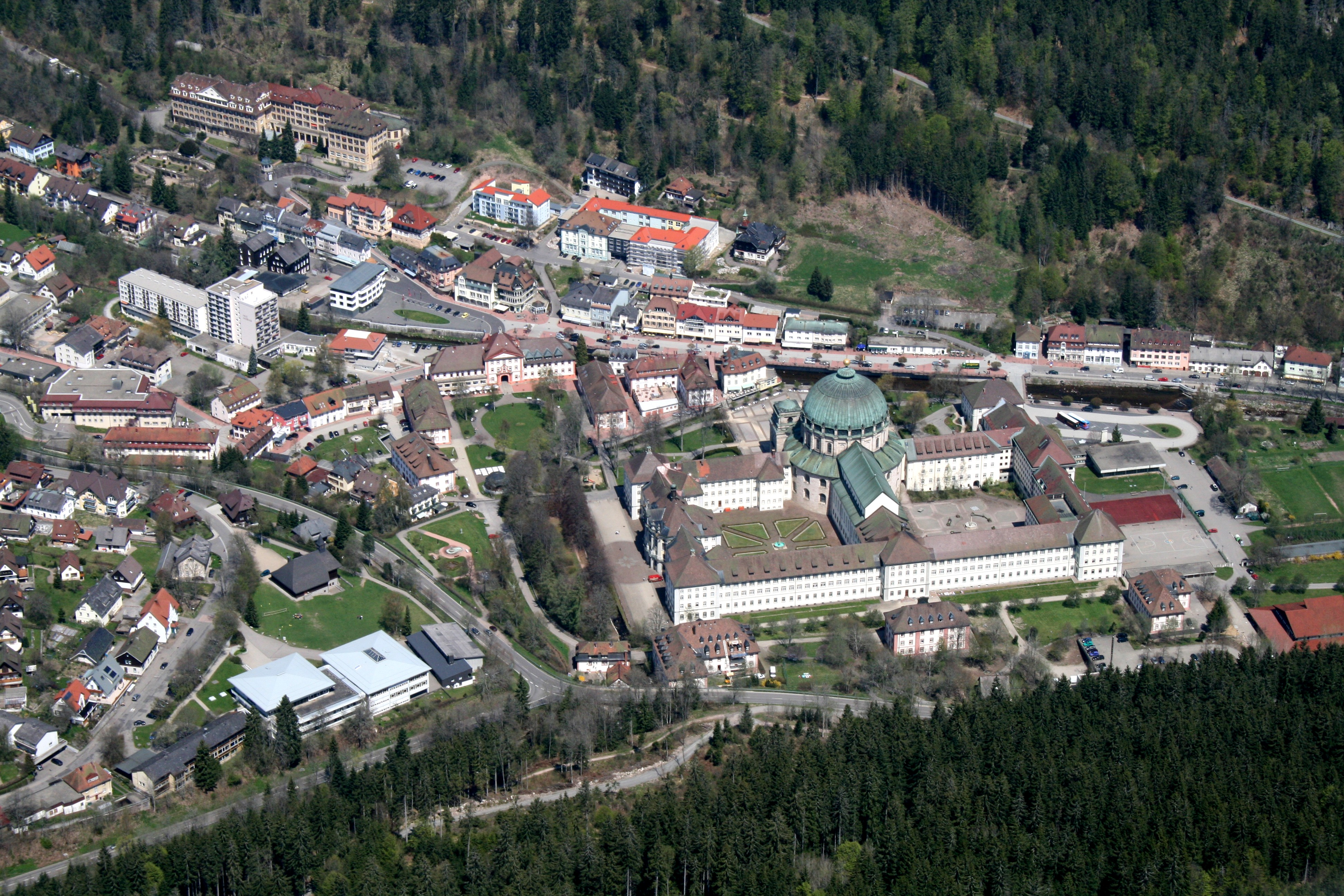
Общий вид бывшего монастыря с высоты птичьего полёта
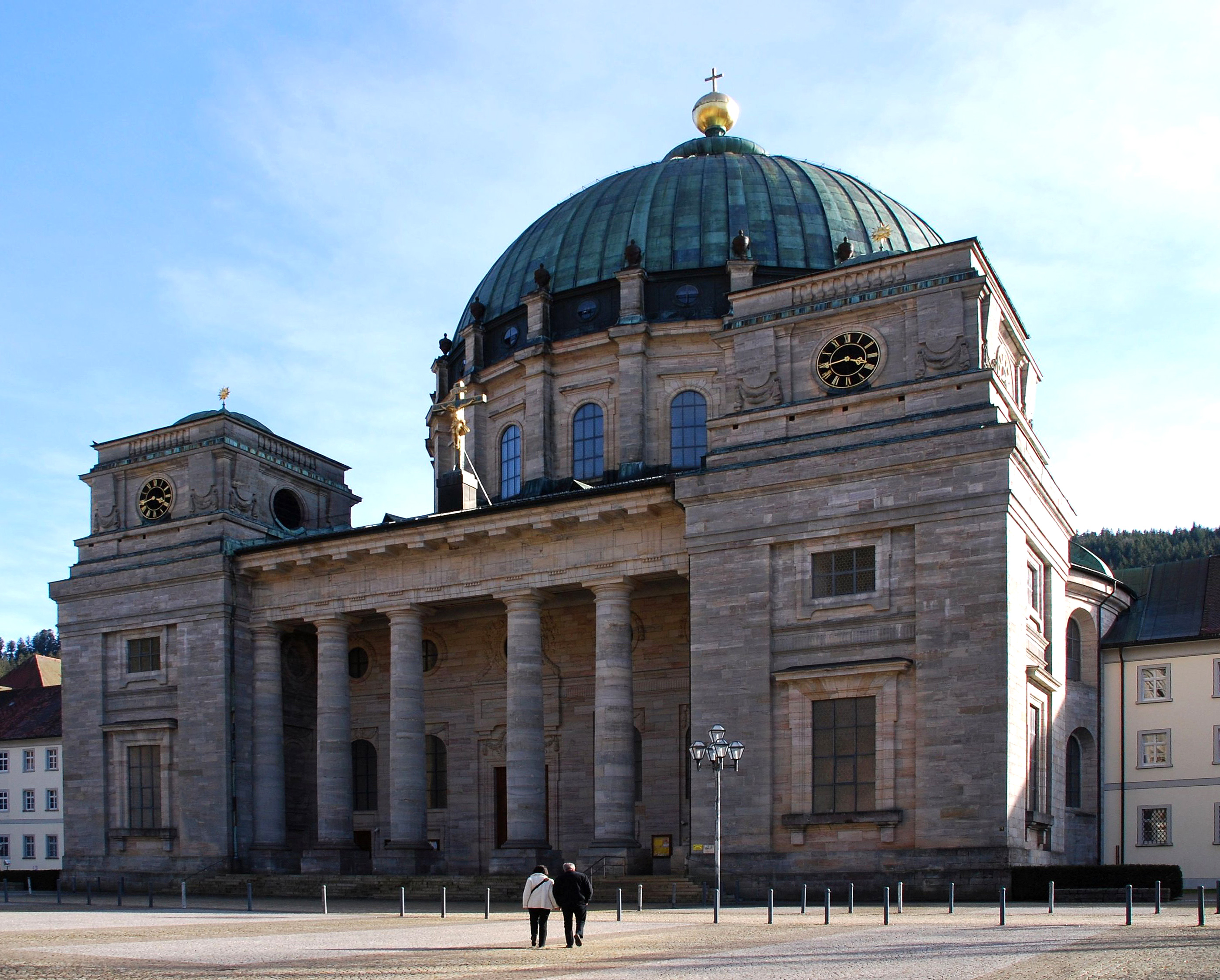
Бывшая монастырская церковь
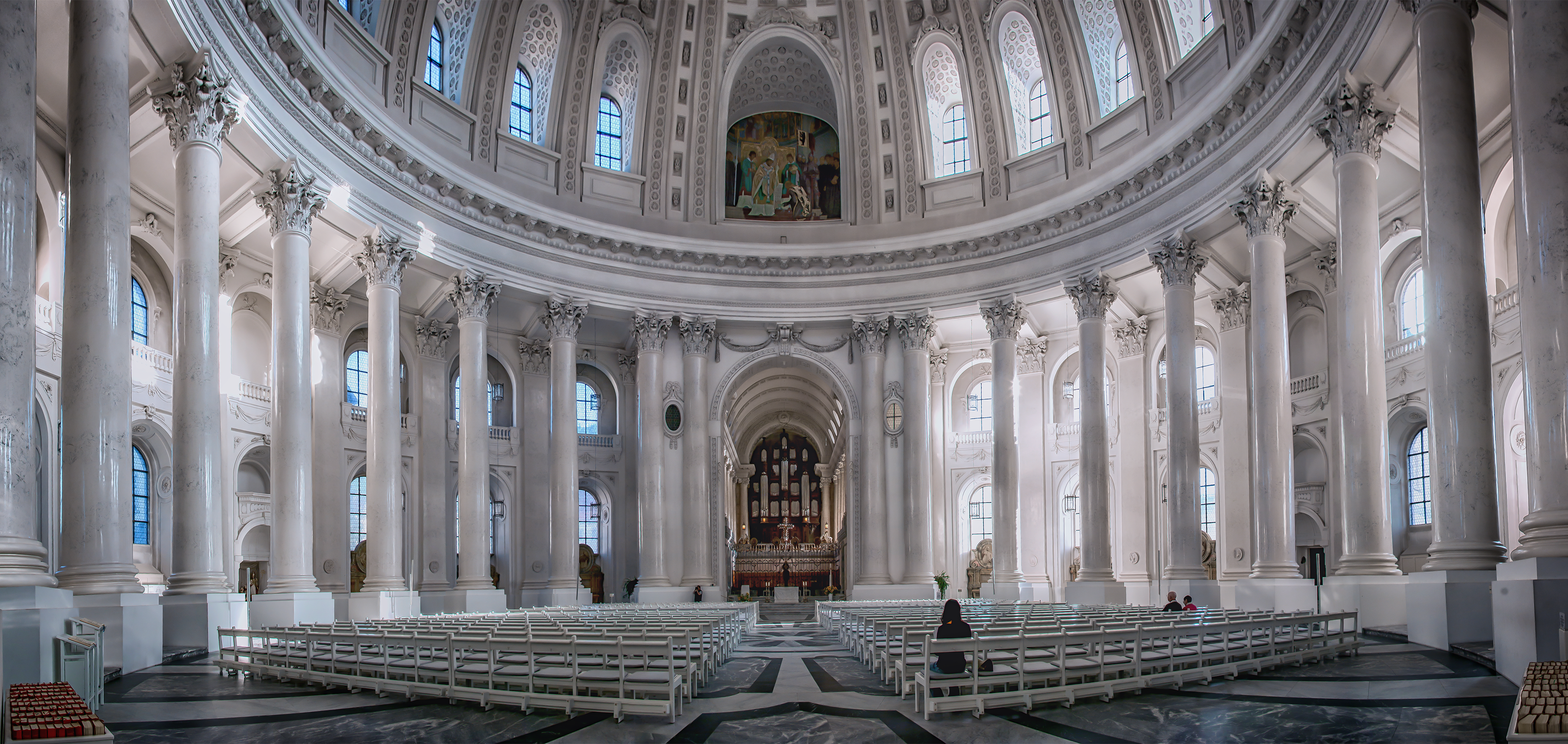
Внутреннее убранство церкви
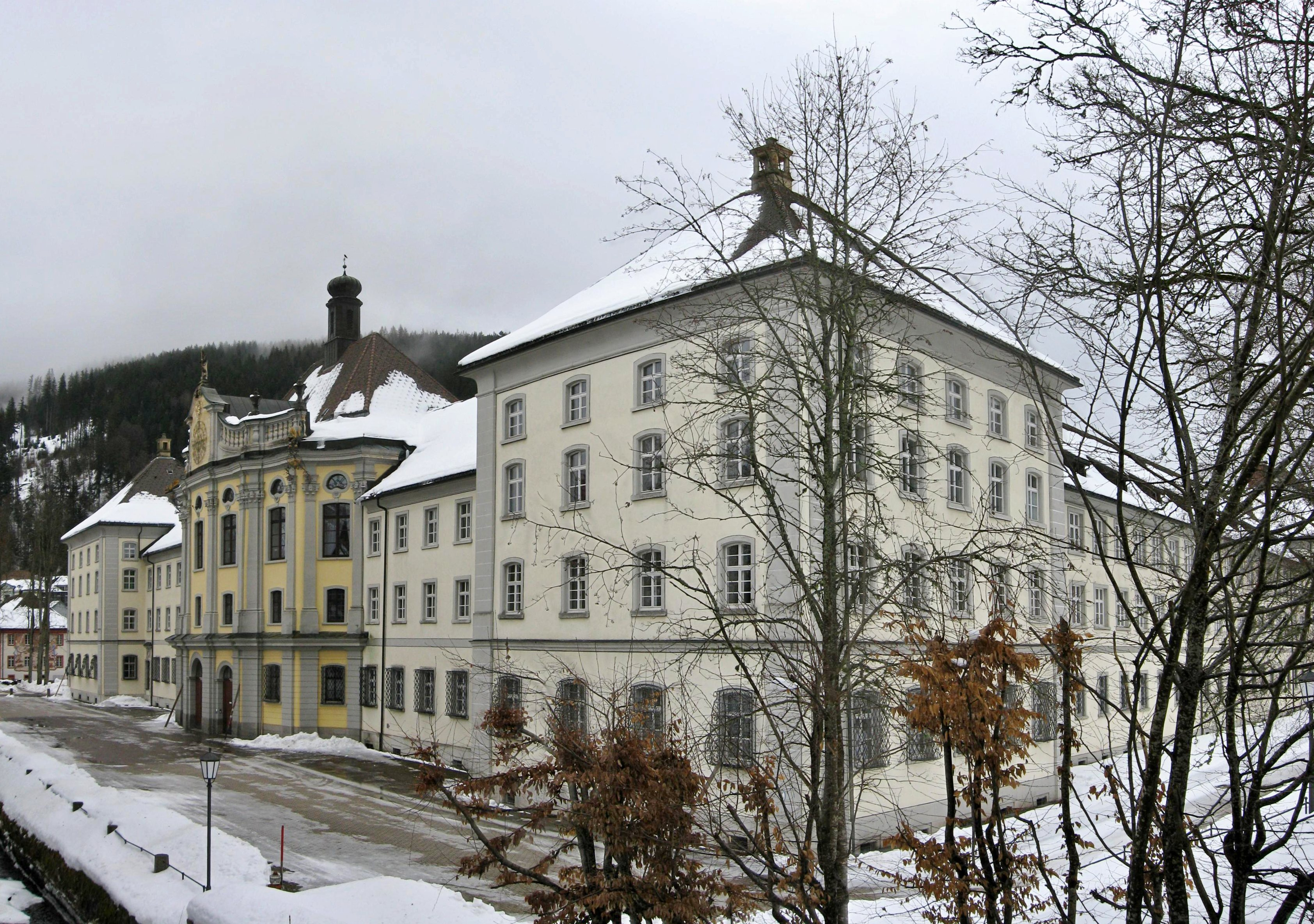
Монастырские строения